# Białocin (Gmina Iłów)
Pour les articles homonymes, voir Białocin.
Białocin  (prononciation [bjaˈwɔt͡ɕin]) est un village de la gmina d'Iłów dans le powiat de Sochaczew et dans le voïvodie de Mazovie, situé dans le centre de la Pologne.
Il se situe à environ 8 kilomètres au nord-ouest d'Iłów, à 20 kilomètres à l'ouest de Sochaczew et à 71 kilomètres à l'ouest de Varsovie.

## Administration
De 1975 à 1998, le village était attaché administrativement à l'ancienne voïvodie de Płock.

Depuis 1999, il fait partie de la nouvelle voïvodie de Mazovie.